# Tořič modropyský
Tořič modropyský (Ophrys speculum) je druh rostliny z čeledi vstavačovitých rozšířený po celém Středomoří, který je opylován výhradně jedním druhem z čeledi žahalkovitých. V současnosti jsou uznávány 3 poddruhy.

## Popis
Tořič modropyský je orchidej dosahující výšky až 25 cm a každé květenství nese mezi 2a 8 velkými květy. Rostliny často rostou ve skupinách. Na slunci jsou květy velmi dobře viditelné, protože se světlo odráží od zrcadlové plochy ve středu pysku - tato plocha je výrazně třpytivě fialovo-modrá a velmi lesklá. Pysk je třílaločný a lemuje ho zelenožlutý okraj, který je obklopen pruhem tlustých sametových chlupů s rezavohnědým odstínem. Kališní lístky a korunní lístky jsou zelené s fialovými skvrnami nebo pruhy.

## Rozšíření
Tořič modropyský se vyskytuje po celém Středomoří a je zvláště hojný v regionu Algarve v Portugalsku. Východněji se výskyt tohoto druhu stává vzácnějším. Další země v Evropě, kde je znám jeho výskyt, zahrnují Španělsko, Kypr a Řecko. Vyskytuje se až do nadmořské výšky 1 200 m.

## Místo výskytu
Tořič modropyský se vyskytuje na kamenných a skalnatých místech, v travnatých oblastech, křovinách a borových lesích, na suchých až vlhkých vápenitých půdách, na slunných místech nebo v lehkém stínu.

## Opylování
Tořič modropyský je opylován výhradně vosou Dasyscolia ciliata. Samečci jsou přitahováni květem, který připomíná samičku vosy. Květ i vosa jsou chlupaté a modrá skvrna na pysku imituje odlesk nebe na křídlech vosy. Vůně květu navíc připomíná pach pářících feromonů samiček vosy, což způsobuje, že samečci se silně vzruší a pokoušejí se s květem kopulovat, čímž ho opylují.

## Poddruhy
- Ophrys speculum subsp. speculum - Tento poddruh se vyskytuje okolo Středomoří (od Maroka a Pyrenejského poloostrova po Malou Asii a Libanon). Je charakterizován tmavými okvětními lístky a mírně konkávním lalokem pysku s hnědými chloupky na okraji.

- Ophrys speculum subsp. regis-ferdinandii - Tento poddruh se vyskytuje na východních egejských ostrovech ve výškách od 0 do 800 metrů. Okraje laloku pysku jsou světle červené a boční části pysku jsou tmavě zelené a méně žluté. Je pojmenován po bulharském králi Ferdinandu I.

- Ophrys speculum subsp. lusitanica - Tento poddruh se vyskytuje v regionu Algarve v Portugalsku a v regionu Extremadura ve Španělsku ve výškách od 0 do 800 metrů. Okraje laloku pysku jsou světle červené a boční části pysku jsou tmavě zelené a méně žluté.

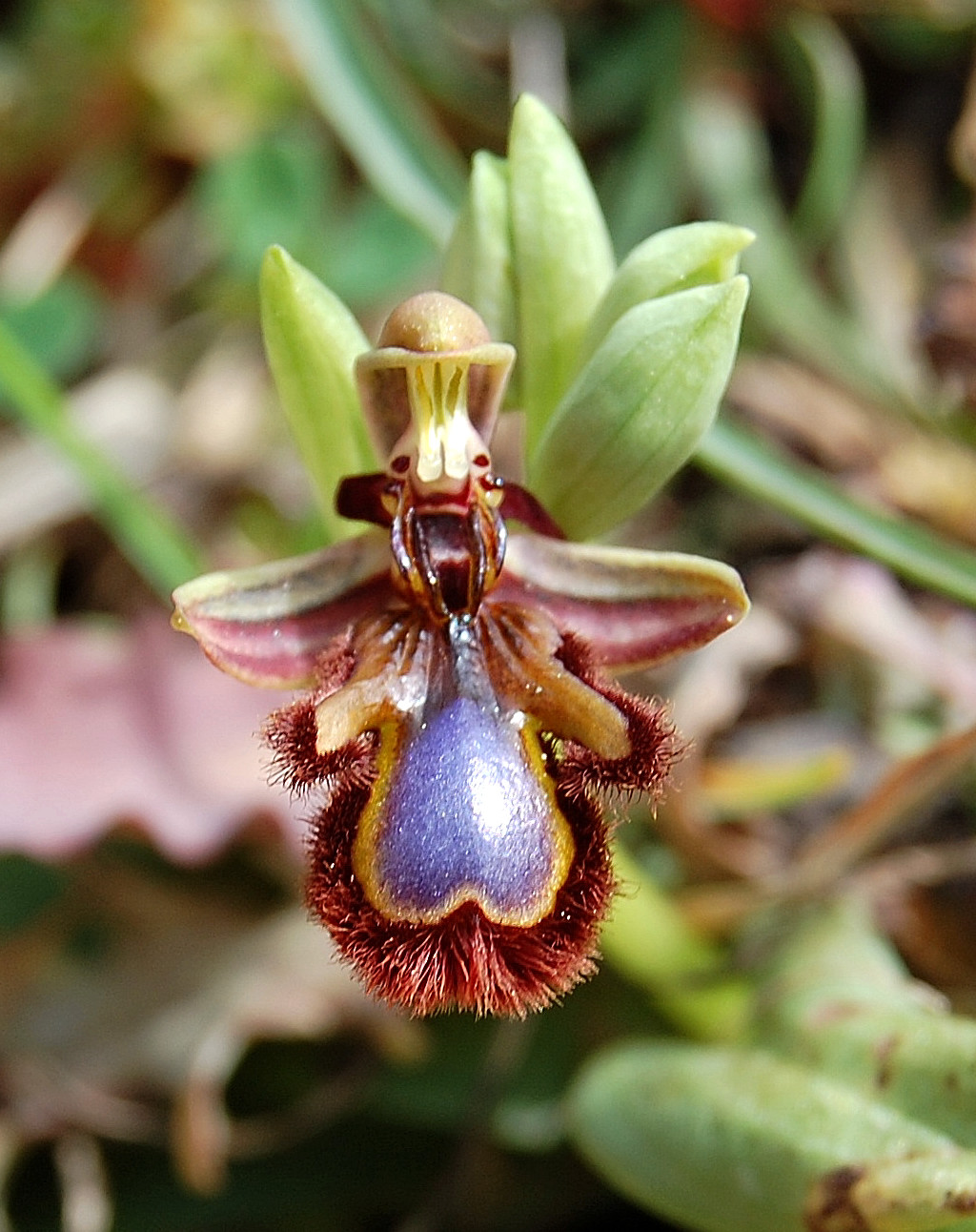
Ophrys speculum subsp. speculum
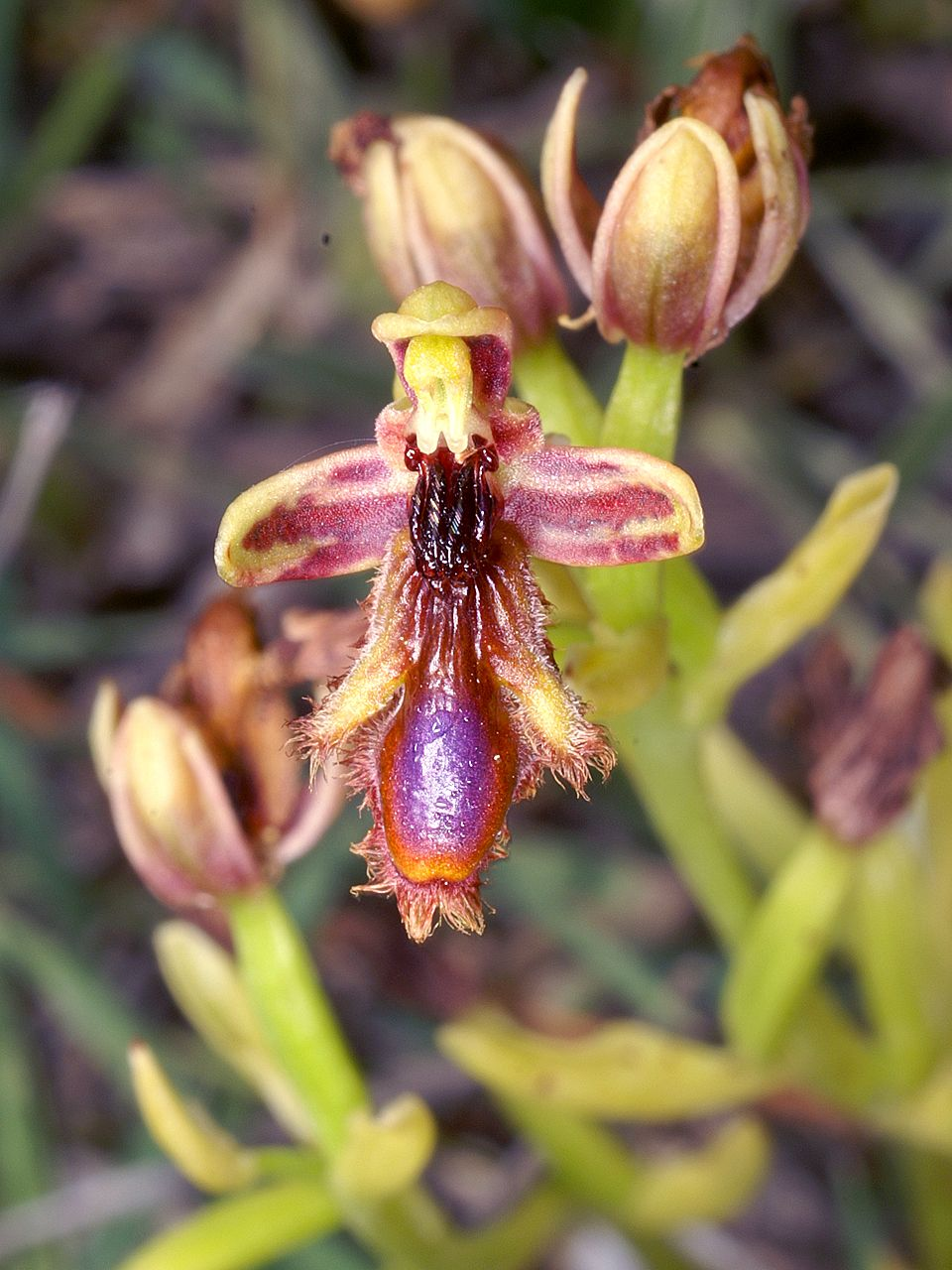
Ophrys speculum subsp. regis-ferdinandii
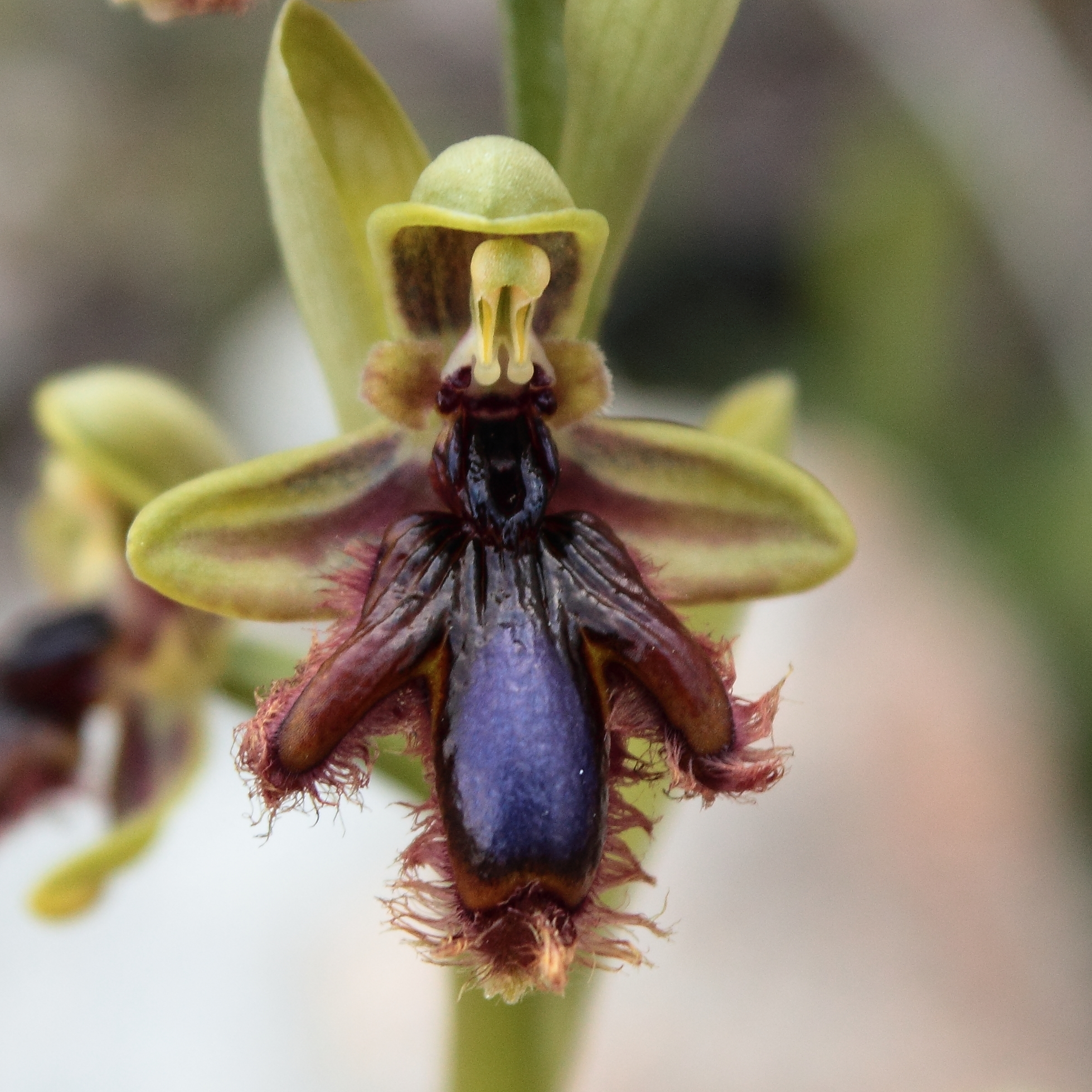
Ophrys speculum subsp. lusitanica